# Sé (Funchal)
Sé é uma freguesia portuguesa do município do Funchal,  com 3,67 km² de área e 2875 habitantes (censo de 2021). A sua densidade populacional é 783,4 hab./km².
As Ilhas Selvagens dependem administrativamente da freguesia da Sé, o que a torna a freguesia mais meridional da República Portuguesa.

## Demografia
A população registada nos censos foi:
| Distribuição da População por Grupos Etários | Distribuição da População por Grupos Etários | Distribuição da População por Grupos Etários | Distribuição da População por Grupos Etários | Distribuição da População por Grupos Etários |
| -------------------------------------------- | -------------------------------------------- | -------------------------------------------- | -------------------------------------------- | -------------------------------------------- |
| Ano                                          | 0-14 Anos                                    | 15-24 Anos                                   | 25-64 Anos                                   | > 65 Anos                                    |
| 2001                                         | 257                                          | 267                                          | 1103                                         | 521                                          |
| 2011                                         | 333                                          | 242                                          | 1447                                         | 634                                          |
| 2021                                         | 333                                          | 234                                          | 1523                                         | 785                                          |

## Património
Património arquitectónico referenciado no SIPA:
- Sé do Funchal / Catedral do Funchal / Igreja Paroquial da Sé / Igreja de Nossa Senhora da Assunção
- Alfândega do Funchal
- Câmara Municipal do Funchal
- Capela de Santa Catarina
- Casa da Alfândega / Assembleia Lesgislativa Regional da Madeira
- Casino Park Hotel / Carlton Park Hotel